# ناحیه المدیل، شهرستان موریسون، مینه سوتا
ناحیه المدیل (به انگلیسی: Elmdale Township) یک منطقهٔ مسکونی در ایالات متحده آمریکا است که در شهرستان موریسون، مینه‌سوتا واقع شده‌است.
 ناحیه المدیل ۱۰۲٫۸ کیلومتر مربع مساحت و ۹۰۴ نفر جمعیت دارد و ۳۶۹ متر بالاتر از سطح دریا واقع شده‌است.